# Lapptjärnen (Hällesjö socken, Jämtland, 696631-150217)
Lapptjärnen är en sjö i Bräcke kommun i Jämtland och ingår i Ljungans huvudavrinningsområde.